# 조반니 3세 델 몬페라토
조반니 3세 팔레올로고(이탈리아어: Giovanni III Paleologo, 1362년 - 1381년 8월 25일)는 1378년부터 사망할때까지 몬페라토 변경백국을 통치한 후작이다.

## 생애
조반니 2세 델 몬페파토와 이사벨 데 마요르카 사이에서 태어났다. 1379년 1월 3일, 조반니 3세는 그의 삼촌 브라운슈바이크그루벤하겐 공작 오토의 섭정 하에서 후작 자리에 올랐다.
그의 형제의 죽음에 대한 복수와 상실한 영토 회복을 원하던 조반니는 밀라노의 비스콘티 가문에 전쟁을 선포하였지만, 전투를 시작하기 이전에 브라운슈바이크의 오토의 바람대로 아비뇽의 대립교황 클레멘스 7세의 압력으로 인해, 어쩔수 없이 평화 조약을 채결했다. 오토는 그결과로 조약을 채결하였고 그의 부재 기간 동안의 변경백국의 국경을 확정지었다. 변경백국의 생존을 보장하기 위해서, 오토는 몬페라토를 프랑스 왕국 보호하에 두었다.
이후 조반니는 오토를 따라 나폴리 왕국의 궁전에 갔지만, 그의 부재 기간 동안에 문제가 발생하고 말았다. 샤를 3세가 나폴리의 왕이라 선포하고 조반나 1세가 달아나자, 조반니와 오토는 나폴리 계승 전쟁에 참가하게 되었고 몬페라토로 복귀가 불가능해졌다. 1381년 8월 25일, 그들은 한 전투에 참전했다가, 오토는 생포당하고 조반니는 사망하고 말았다. 그의 자리는 동생인 테오도로 2세가 계승하였다.
| 전임 오토네 3세 | 몬페라토 후작 1378년 - 1381년 | 후임 테오도로 2세 |